# フェイント (リンキン・パークの曲)
「フェイント」（Faint）は、アメリカ合衆国のロックバンドリンキン・パークによる楽曲で、2作目のスタジオ・アルバム『メテオラ』からのセカンド・シングル。アメリカ合衆国では、2003年6月9日にリリースされた。
リンキン・パークのシングルの中で3番目にモダン・ロック・トラックスチャートで1位を獲得した作品である。また、Billboard Hot 100でも最高48位にランクインを果たした。疾走感のある曲で、マイク・シノダのたたみかけるようなラップに加え、チェスター・ベニントンによるシャウトも多く含まれている。リンキン・パークの楽曲の中でもかなり激しい曲にもかかわらず、成功を収める。

## ミュージック・ビデオ
監督はマーク・ロマネク。観客を前にバンドがライヴをしている映像で、ステージ後方側から撮影しているため、ほぼバンドメンバーの後ろ姿が映っている。さらに観客側後方からはフラッドライトの逆光でメンバーがシルエットになっている。曲の終盤にはチェスターが振り向いた後、観客側からの視点に切り替わる。

## 規格と収録曲
| 全作詞・作曲: リンキン・パーク。 |                                                   |                  |                  |      |
| #                                | タイトル                                          | 作詞             | 作曲・編曲       | 時間 |
| 1.                               | 「フェイント」                                    | リンキン・パーク | リンキン・パーク | 2:42 |
| 2.                               | 「ライング・フロム・ユー」(Live at LPU Tour 2003) | リンキン・パーク | リンキン・パーク | 3:06 |
| 3.                               | 「サムホエア・アイ・ビロング」(Music video)       | リンキン・パーク | リンキン・パーク |      |

| #  | タイトル                             | 作詞 | 作曲・編曲 | 時間 |
| -- | ------------------------------------ | ---- | ---------- | ---- |
| 1. | 「フェイント」                       |      |            | 2:42 |
| 2. | 「ワン・ステップ・クローサー」(Live) |      |            | 3:08 |
| 3. | 「フェイント」(Live video)           |      |            |      |

| #  | タイトル                             | 作詞 | 作曲・編曲 | 時間 |
| -- | ------------------------------------ | ---- | ---------- | ---- |
| 1. | 「フェイント」                       |      |            | 2:42 |
| 2. | 「ライング・フロム・ユー」(Live)     |      |            | 3:06 |
| 3. | 「ワン・ステップ・クローサー」(Live) |      |            | 3:41 |

## カバーしたアーティスト
Crossfaith
5thアルバム「EX_MACHINA」に収録。coldrainのMasatoをゲストボーカルに迎えてカバーされた。